# Rudolf Skribelka
Rudolf Skribelka (* 7. Februar 1925 in Berlin; † 24. Dezember 2015 in Berlin) war ein deutscher Grafiker, Illustrator, Plakatentwerfer und Briefmarkenkünstler.
Er war zunächst Schriftmaler und absolvierte von 1950 bis 1955 ein Studium an der Hochschule für bildende und angewandte Kunst in Berlin bei Klaus Wittkugel, Ernst Jazdzewski und Werner Klemke.
Danach war er als freischaffender Künstler tätig und hat auch diverse Briefmarken für die Deutsche Post der DDR gestaltet. 